# Peter Sury (Schultheiss, um 1557)
Peter Sury der Ältere (* um 1557 in Solothurn; † 2. Januar 1620 ebenda; heimatberechtigt ebenda) war ein Solothurner Schultheiss und Gesandter.

## Leben und Wirken
Peter Sury wurde um 1557 in Solothurn geboren. Seine Eltern waren der Schultheiss Urs Sury und Johanna Wallier. Er heiratete 1581 Anna, Tochter des Kaspar Pfyffer und 1587 Barbara Conrad aus Bremgarten. Seine dritte Ehefrau wurde 1599 Barbara, Tochter des Ulrich von Arx. Ihre Kinder waren der Venner und Schultheiss Hans Ulrich Sury sowie der Hauptmann Heinrich Sury.
Sury wurde 1579 Solothurner Jungrat und 1587 Altrat. Er diente von 1589 bis 1591 als Hauptmann des Regiments Arregger in Frankreich. In Solothurn wurde Sury 1596 Seckelmeister, 1602 Venner und von 1604 bis 1619 Schultheiss. Er wurde 1597 nach Burgund und 1611 zum Herzog von Savoyen sowie regelmässig zur Tagsatzung entsandt. Sury vermittelte 1603 in Saint Julien zwischen Genf und Savoyen.

## Belege
1. 1 2  Erich Meyer: Peter (der Ältere) Sury. In: Historisches Lexikon der Schweiz.  25. Juli 2012.
2. ↑  Erich Meyer: Hans Ulrich Sury. In: Historisches Lexikon der Schweiz.  25. Juli 2012.
3. ↑  Erich Meyer: Heinrich Sury. In: Historisches Lexikon der Schweiz.  25. Juli 2012.

| Personendaten    | Personendaten                         |
| ---------------- | ------------------------------------- |
| NAME             | Sury, Peter                           |
| ALTERNATIVNAMEN  | Sury, Peter der Ältere                |
| KURZBESCHREIBUNG | Solothurner Schultheiss und Gesandter |
| GEBURTSDATUM     | 1557                                  |
| GEBURTSORT       | Solothurn, Schweiz                    |
| STERBEDATUM      | 2. Januar 1620                        |
| STERBEORT        | Solothurn, Schweiz                    |